# 鋁熱反應

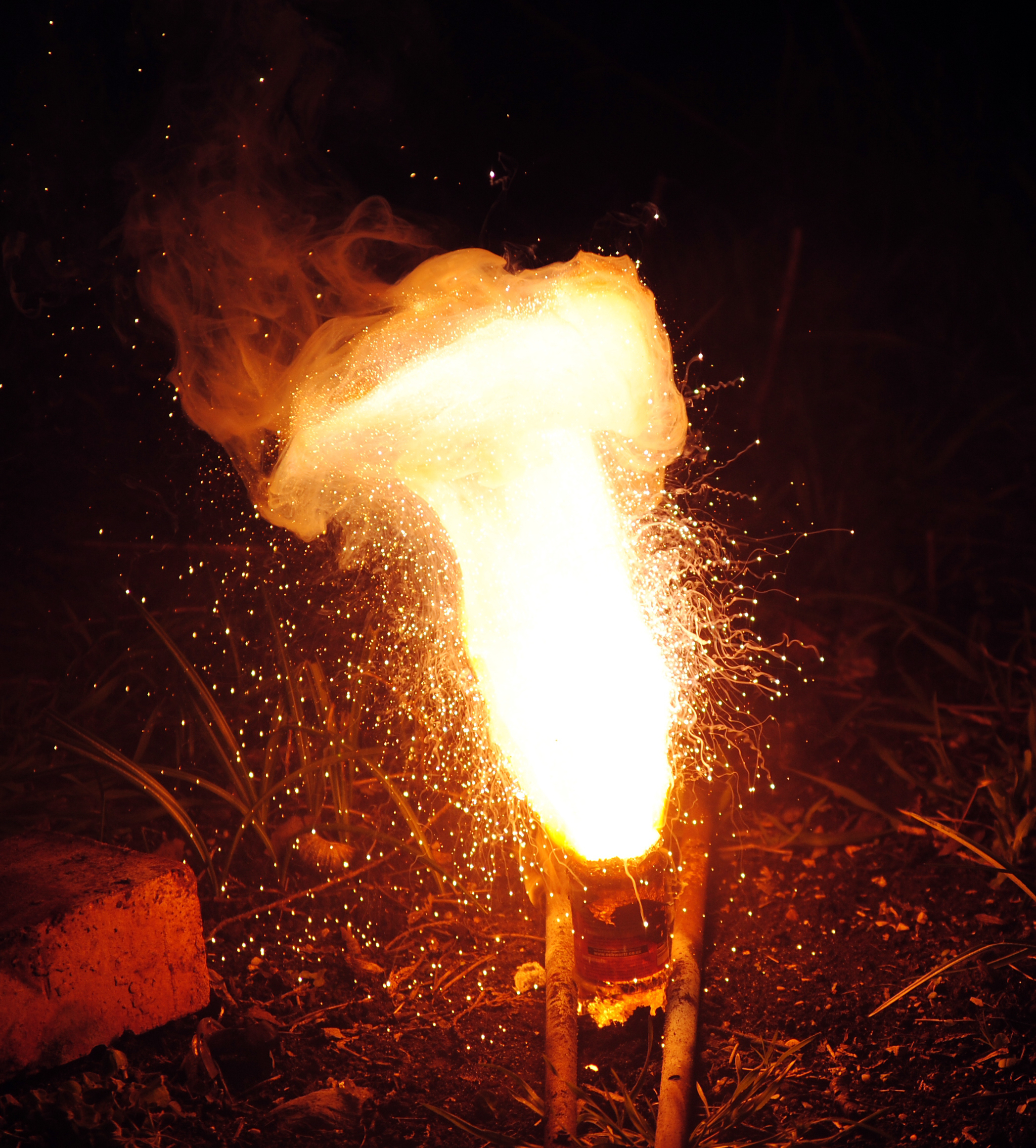
使用氧化三價鐵進行的鋁熱反應，向外飛起的火花是拖拽煙塵的融溶的鐵珠。

鋁熱反應（英語：Aluminothermic reaction）是使用鋁作為還原劑在高溫下進行的放熱化學反應。這一過程在工業上用於生產鐵的合金。氧化鐵與鋁最主要放熱反應製鐵方式如下：
Fe2O3  +  2 Al   →   2 Fe  +  Al2O3
這一特定反應本身與最重要的鋁熱反應的應用方式——鐵合金的鑄造並無關聯。對於鐵的生產，則使用更便宜的焦炭進行碳熱反應。

## 歷史
鋁熱反應起源於俄羅斯科學家尼古拉·別基托夫在烏克蘭哈爾科夫大學的實驗，他證明了鋁在高溫下可以從氧化物中還原金屬。該反應首先被用於非碳還原金屬氧化物。該反應產生大量的熱，但從原子之間的邊界必須首先被破壞開始活化能就很高。氧在爐中的坩堝裏與鋁一起加熱。該反應使得製造小塊金屬成為可能。漢斯·高德斯密特於1893年至1898年間通過一個起始反應點燃金屬氧化物和鋁粉混合物而非從外部加熱的方式改善了鋁熱反應的過程，這個過程在1898年申請了專利，並在後來被廣泛用於鐵路軌道焊接。

## 應用
鋁熱反應用於多種鐵合金的製造，例如從五氧化二鈮製取鈮鐵合金，以及從鐵、氧化釩和鋁製取釩鐵合金。這一進程是從用鋁還原氧化物開始的：
3 V2O5  +  10 Al  →   5 Al2O3  +  6 V
其他金屬也可以通過相同方式從其氧化物中取得。

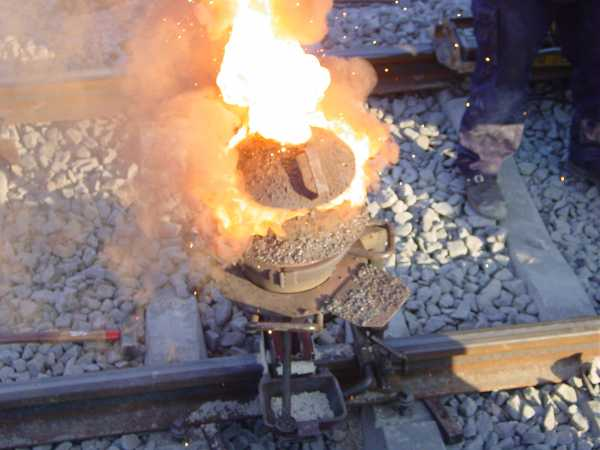
用鋁熱法焊接的鐵軌

鋁熱反應被用於就地焊接鐵路軌道，有助於針對無法對持續性焊接的鐵軌進行的複雜的安裝或就地修復。另一個常見的用途是在地表以下直接埋入電纜時焊接銅絲。這依然是電機電子工程師學會所認可的適用於作為持續性未切斷電纜的電機連接的唯一類型（IEEE標準80–2001）。